# Severo de Barcelona
San Severo o Severo de Barcelona fue obispo de Barcelona y mártir. Se celebra su festividad el 6 de noviembre. Es uno de los patronos (oficialmente "patrón menos principal") de la diócesis de Barcelona.

## Creación de la leyenda
Las noticias históricas sobre el santo del siglo IV son inexistentes: el único Severo real que fue obispo de Barcelona lo fue entre 620 y 633 o 636, y es conocido como Severo II de Barcelona. Este obispo podría haber sido mártir durante las persecuciones arrianas, pero no hay constancia. Las actas del martirio del santo son muy tardías, del siglo XIII. Enrique Flórez, Gregorio Mayans y Jaime Caresmar sostuvieron en el siglo XVIII la teoría de que el santo no había existido, y que la leyenda se había formado a partir de la asimilación de la figura del obispo barcelonés a la historia real de San Severo de Rávena, mártir del siglo IV. En todo caso, y como figura legendaria, San Severo forma parte de una larga lista de obispos de dudosa historicidad, anteriores al primer obispo de Barcelona del que hay constancia y documentación históricas, Pretextato (ca. 347), del que supuestamente habría sido el inmediato antecesor.
La tradición cuenta que nació en Barcelona, y que era el obispo de la ciudad durante la persecución de Diocleciano. El obispo, inducido por los fieles, huyó a Castrum Octavianum, donde después se levantó San Cugat del Vallés. Allí, fue detenido por un destacamento romano y martirizado clavándole un clavo en la cabeza. El hecho se sitúa el 6 de noviembre de 302, ya que en esta fecha se fijó la festividad litúrgica.
La festividad de San Severo fue fiesta de precepto en Cataluña durante siglos. El altar de la capilla de su nombre en la catedral contaba con un beneficio desde 1022. Entre 1412 y 1925 funcionó, en la calle de la Palla de Barcelona, el Hospital de San Severo, destinado a sacerdotes, donde había el retablo de Pere Nunyes, del siglo XVI, conservado actualmente en el Museo Diocesano de Barcelona. La iglesia de San Severo, en la calle del mismo nombre de Barcelona, cerca de la catedral, se construyó entre 1699 y 1705.